# Böhmischer Rosenapfel
Der Böhmische Rosenapfel ist eine historische Apfelsorte aus Böhmen. Sie wurde bereits vor 1800 von dem böhmischen Pomologen Mathias Rößler aus Podiebrad in der Umgebung von Czaslau aufgefunden, kurz beschrieben und verbreitet. In Sachsen wurde die Sorte seit 1819 durch die Königliche Baumschule im Großen Garten in Dresden weiter verbreitet. Trotz seiner Bekanntheit unter Experten blieb die Sorte eine seltene Liebhabersorte.

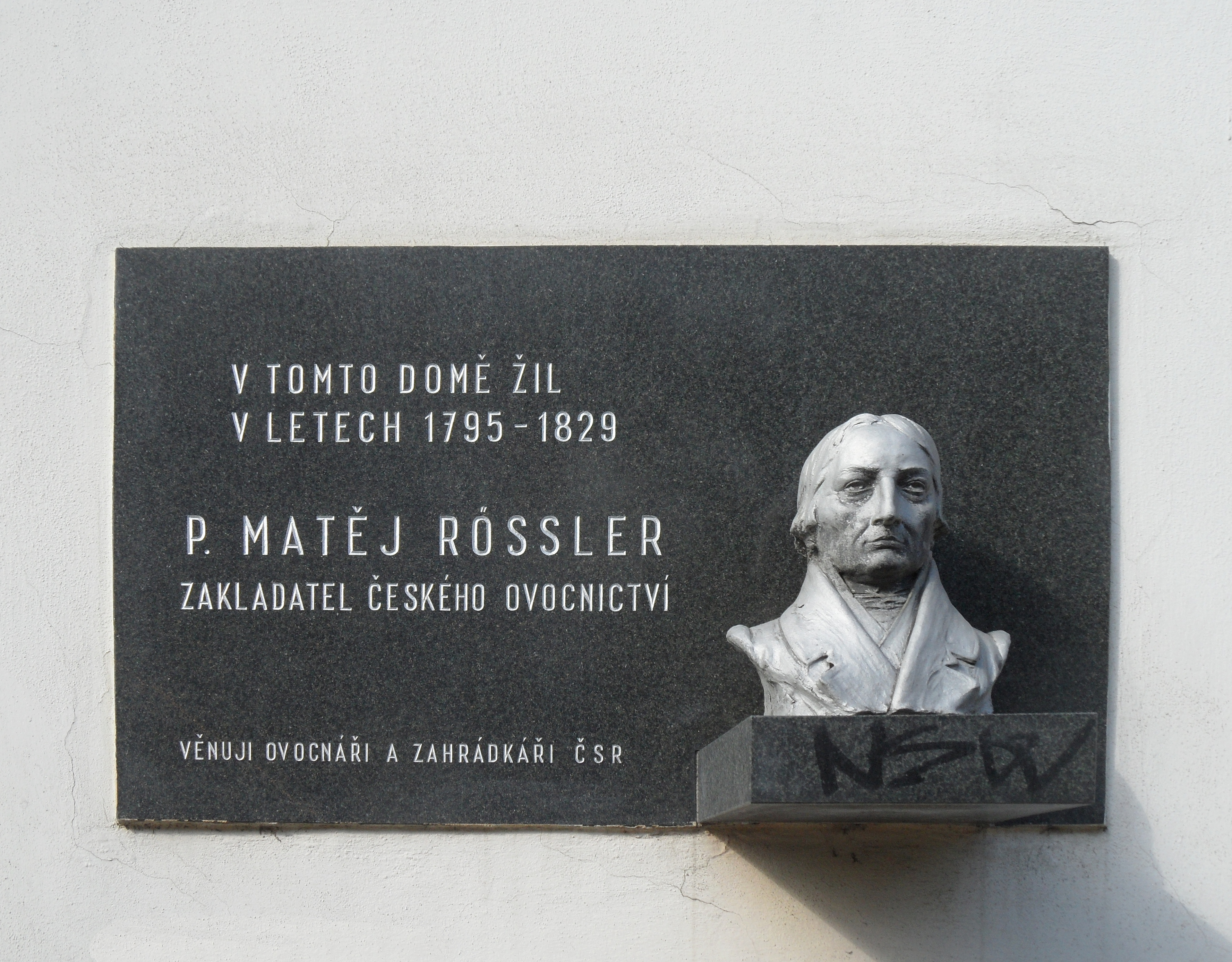
Der deutsch-böhmische Pomologe Mathias Rößler (1754–1829)

Lediglich in seiner böhmischen Heimat wurde der Böhmische Rosenapfel auch im 20. Jahrhundert noch in Obstsortenwerken unter dem Namen České růžové („Rosa Tscheche“) beschrieben und abgebildet. Aber selbst in Tschechien ist die Sorte inzwischen selten geworden.
Auch in Österreich bemühte man sich seit den Neunzigerjahren verstärkt um den Erhalt alter Obstsorten. Dabei wurde auch der Böhmische Rosenapfel wiederentdeckt.
Klaus Schwartz von der Baumschule in Löbau erhielt vor einigen Jahren aus der Oberlausitzer Ortschaft Neusorge (Rothenburg/O.L.) die Reiser eines absterbenden Apfelbaums zur Nachzucht und konnte so den Böhmischen Rosenapfel in Sachsen sichern. Der absterbende Baum war das einzige bekannte Exemplar dieser historischen Sorte in Sachsen.
Der Pomologe Eduard Lucas schätzte die Sorte in seinem Handbuch der Obstkunde folgendermaßen: „...er taugt nur in geschlossenen Gärten, da die Frucht zu anlockend ist (...) Als Marktobst sehr zur Anpflanzung zu empfehlen.“